# La donna che canta
La donna che canta (Incendies) è un film del 2010 diretto da Denis Villeneuve e tratto dall'opera teatrale Incendies di Wajdi Mouawad. Ha ricevuto la nomination come miglior film straniero ai premi Oscar 2011.

## Trama
In Canada i due gemelli Jeanne e Simon ascoltano le ultime volontà della madre Nawal Marwan di origini medio-orientali lette dal notaio Jean Lebel, datore di lavoro e amico di famiglia della madre. La donna chiede ai suoi figli di consegnare due lettere, una per il padre che essi non hanno mai conosciuto e che ritenevano morto in guerra, l'altra per un fratello di cui ignoravano l'esistenza. La volontà di Nawal fa riferimento a una promessa non mantenuta, che le nega una vera lapide e una bara, a meno che Jeanne e Simon non compiano questi atti. Jeanne accetta, mentre Simon, che apparentemente ha avuto una relazione più difficile con Nawal, è riluttante a unirsi a Jeanne in questa ricerca.
Jeanne si reca in Medio Oriente nel paese di origine della madre (non viene menzionato esplicitamente, ma sono evidenti i riferimenti al Libano) mettendosi sulle tracce del suo passato. Tornando indietro nel tempo, si ricompone il percorso di Nawal sin da quando era solo una ragazza. La giovane Nawal, di famiglia araba cristiana, ama Wahab, un non cristiano, e questo suscita il disprezzo della sua famiglia: il suo amante viene ucciso, il figlio che partorisce le viene sottratto subito dopo il parto e lei viene cacciata di casa per avere disonorato la sua famiglia. L'unica persona che sembra provare pietà per lei è la nonna, che le fa promettere di lasciare il villaggio dopo la nascita del suo bambino e di iniziare una nuova vita nella città (immaginaria) di Daresh. La nonna tatua la parte posteriore del tallone del bambino in modo che, un giorno, sua madre possa riconoscerlo e lo manda in un orfanotrofio.
Mentre Nawal è all'università di Daresh, scoppia la guerra civile e la donna torna al suo paese in cerca del figlio a cui non ha mai smesso di pensare, ma trova solo morte e violenza: l'orfanotrofio di suo figlio a Kfar Khout è stato distrutto da un militante, Chamseddine, che ha ucciso gli abitanti del villaggio e portato via i bambini. Nawal cerca di raggiungere la località di Deressa, dove sono stati portati i bambini rapiti ma, mentre si trova su un bus insieme ad alcuni civili musulmani, viene bloccata dalle milizie cristiane, che uccidono tutti i passeggeri tranne lei, che portava al collo un crocifisso precedentemente nascosto per fingersi musulmana. La donna decide allora di ripagare la violenza subita ed entra a far parte di un gruppo militante dell'opposizione, per cui lavora sotto copertura come insegnante privata del figlio di un importante esponente della destra cristiana. In questo modo riesce ad avvicinarsi al leader delle milizie cristiane e a ucciderlo con un colpo di pistola. Catturata, viene rinchiusa nella prigione di Kfar Ryat, dove resterà per 15 anni, subendo torture e violenze, e dando anche alla luce il frutto degli stupri subiti da parte del torturatore Abou Tareq.
Dopo aver viaggiato nel paese natale di sua madre, Jeanne scopre gradualmente questo passato e convince Simon ad unirsi a lei. Jeanne visita anche la prigione in cui Nawal è stata rinchiusa senza mai piegarsi alle torture e alle violenze e dove era conosciuta come la donna che canta. Con l'aiuto di Lebel, apprende che il loro fratello si chiama Nihad e rintracciano Chamseddine, il quale li porta a conoscere la tremenda verità: il fratello chiamato Nihad, insieme agli altri bambini dell'orfanotrofio, era stato preso dai guerriglieri e, addestrato alla guerra, era diventato un cecchino. Dopo aver cercato inutilmente di rintracciare la madre, era diventato un fanatico della guerra, ma gli era stata negata la possibilità di diventare un martire. Ritornato a Daresh per combattere, era poi stato imprigionato dai nemici e, addestrato, era diventato lo spietato torturatore della prigione, cambiando nome in Abou Tareq. Padre e fratello sono la stessa persona, dunque entrambe le lettere sono indirizzate alla stessa persona. I superiori di Nihad gli avevano dato una nuova vita in Canada dopo la guerra e Nawal aveva scoperto la verità quando anni dopo - essendo riuscita a lasciare il Libano - aveva incontrato in una piscina canadese Abou, vedendo sul suo tallone il tatuaggio che era stato fatto al figlio prima che le venisse portato via. Lo shock di apprendere la verità aveva causato a Nawal un ictus che l'aveva portata alla morte prematura all'età di sessant'anni.
Nihad vive in Canada, e Jeanne e Simon possono così tornare a casa e consegnare le due lettere al loro padre e fratello. La prima lettera, rivolta al padre, è piena di disprezzo per le violenze subite; la seconda, rivolta al figlio, è piena di amore. Con la consegna delle lettere, Nawal può ottenere finalmente l'epitaffio e la tomba, che sarà visitata, nell'ultima scena del film, da Nihad.

## Contesto
La storia raccontata è ispirata alla vita di Souha Fawaz Bechara e su avvenimenti accaduti durante la guerra civile libanese.

## Riconoscimenti

### Premio Oscar
- 2011 - Nomination al miglior film straniero
- 2012 - Premio Magritte
  - Miglior attrice
- Premi Lumière 2012
  - Miglior film francofono